# 尼夫基站
尼夫基站（羅馬化：Nyvky,  （ⓘ））是基輔地鐵斯維亞托申-布羅瓦雷線的一個車站，開通於1971年11月5日，站名取自於基輔的尼夫基區。尼夫基站是一個淺層地下車站。

## 外部連結
- Kyivsky Metropoliten — Station description and photographs （乌克兰語）
- Metropoliten.kiev.ua — Station description and photographs （俄文）
- mirmetro.net （页面存档备份，存于） - Photos and description.（俄文）